# 利根型対空巡洋艦 (旭日の艦隊)
利根型（とねがた）は、架空戦記『旭日の艦隊』に登場する架空の巡洋艦のクラス。艦名は利根川に由来し、満載排水量も軽巡洋艦クラスであるがネームシップの「利根」と「熊野」を除く他の僚艦は全て山の名前になっている（日本艦船の命名慣例参照）。

## 特徴
この巡洋艦は旭日艦隊の中でも最も有力な航空艦隊である第一遊撃打撃艦隊を航空攻撃から防御するために建造された艦艇である。ただ劇中では比較的影が薄い方にあたる。

### 諸元
- 全長:175m
- 水線幅:15.5m
- 排水量:6850t（基準）・8500t（満載）
- 機関:ディーゼル・エレクトリック（74,600馬力）
- 速力:32ノット
- 装甲
  - 上甲板:38~76mmCNC鋼板
  - 舷側バルジ・水密区画:38~76mm（弾片防御）

### 武装
- 15cm65口径成層圏単装高角砲:3基（前面集中配備）
- 10cm65口径連装高角砲:8基
- 25mm3連装対空機銃:10基
- 32cm3連装短魚雷発射管:2基
- 電波妨害用金属片発射機:2基
- ン式弾発射兼水上機射出機:1基
  - 偵察・哨戒用3座水上攻撃機:2機

### 同型艦(第61巡洋戦隊)
「利根」「那智」「足柄」「羽黒」「熊野」「妙高」

## 余談
世界観を同じくする『紺碧の艦隊』では史実同様の利根型重巡洋艦、『利根』、『筑摩』が登場している。この2艦は物語前半の豪州封鎖作戦「塔」の支作戦、英領ライン諸島『クリスマス島攻略戦』において、創設されたばかりの後世アメリカ戦略空軍（史実の「戦略航空軍団」に相当）の航空機攻撃を受け、沈没に追い込まれている。
被害状況
- 『利根』

『B32フライングデビル（史実のB-36）』15機で編成された日本海軍機動艦隊殲滅部隊「デビル隊」の対艦掃射仕様機からのロケット弾攻撃を回避中、攻撃直前にB-17からの海洋投下によって即席敷設されていた浮遊機雷 群に触雷、航行不能に陥ったところへP-51の爆撃で止めを刺され戦没。
- 『筑摩』

『B32』のロケット弾攻撃をまともに受け、艦橋構造物を大破、艦長以下艦橋要員全て戦死する。以後は『利根』と同様の経緯を辿った。
高杉艦隊旗艦『比叡』と共にクリスマス島攻略戦に臨んだ重巡で生き残ったのは、高雄型重巡の『鳥海』のみであった。

## 注記
1. ↑  コミック版では、「操艦不能、磁気機雷の爆発を喰い浸水中」との描写のみ